# 薩伏依的瑪麗亞·安娜 (1757-1824)
薩伏依的瑪麗亞·安娜（義大利語：Maria Anna di Savoia，1757年12月17日—1824年10月11日），薩丁尼亞國王維托里奧·阿梅迪奧三世的女兒。

## 生平
1775年，瑪麗亞·安娜與叔叔貝內迪托結婚。兩人沒有任何子女，但婚姻生活相當愉快。1798年法國入侵義大利，瑪麗亞·安娜與家人逃亡至薩丁尼亞島，隔年與貝內迪托移居羅馬。
瑪麗亞·安娜於1824年去世，死後葬在蘇佩爾加聖殿。